# (21291) 1996 VG6
1996 في جي 6 (ويعرف أيضًا باسم (21291) 1996 في جي 6 وفق تسمية الكوكب الصغير) (بالإنجليزية: 1996 VG6)‏ هو كويكب ضمن حزام الكويكبات؛ وترتيبه 21291 من حيث الاكتشاف.
اكتُشف هذا الجُرم الفلكي بواسطة Andrea Boattini ‏ في 12 نوفمبر 1996.

## وصلات خارجية
- (21291) 1996 VG6 في قاعدة بيانات مختبر الدفع النفاث لأجرام النظام الشمسي الصغيرة

- الاكتشاف · مخطط المدار ·  العناصر المدارية · المعلمات المادية

- (21291) 1996 VG6 على موقع ويكي سكاي: DSS2, SDSS, GALEX, IRAS, Hydrogen α, X-Ray, Astrophoto, Sky Map, Articles and images